# Perpetua
Perpetua – imię żeńskie pochodzenia łacińskiego. Wywodzi się od przymiotnika łac. perpetuus oznaczającego „nieprzerwany, ciągły”. W Polsce imię to jest notowane co najmniej od 1621 roku, jednakże poza kręgami zakonnymi nie występuje.
Męskim odpowiednikiem jest Perpet (łac. Perpetuus).
Perpetua imieniny obchodzi:
- 7 marca, jako wspomnienie św. Perpetui, wspominanej razem ze św. Felicytą (†203 w Kartaginie, dzisiejszy Tunis)[4],
- 4 sierpnia, jako wspomnienie św. Perpetui, męczennicy rzymskiej, matki św. Nazariusza[1],
- 20 września, jako wspomnienie św. Perpetui Hong Kŭm-ju,  męczennicy koreańskiej (†1839)[5],
- 4 listopada, jako wspomnienie św. Perpetui, żony św. Piotra Apostoła[1].

Osoby noszące imię Perpetua:
- Perpetua Sappa Konman  (ur. 1972) – mikronezyjska lekarka i polityczka; pierwsza kobieta wybrana do parlamentu Mikronezji.